# 3. Liga 2019/20
De 3. Liga 2019/20 is het derde voetbalniveau van de Duitse voetbalpiramide. Het is het twaalfde seizoen sinds de invoering in 2008. Nieuw in de 3. Liga zijn 1. FC Magdeburg en MSV Duisburg uit de 2. Bundesliga en SV Waldhof Mannheim, FC Bayern München II, Chemnitzer FC en Viktoria Köln als promovendi vanuit de Regionalliga.
Het seizoen begint op 19 juli 2019 en eindigt op zaterdag 16 mei 2020.

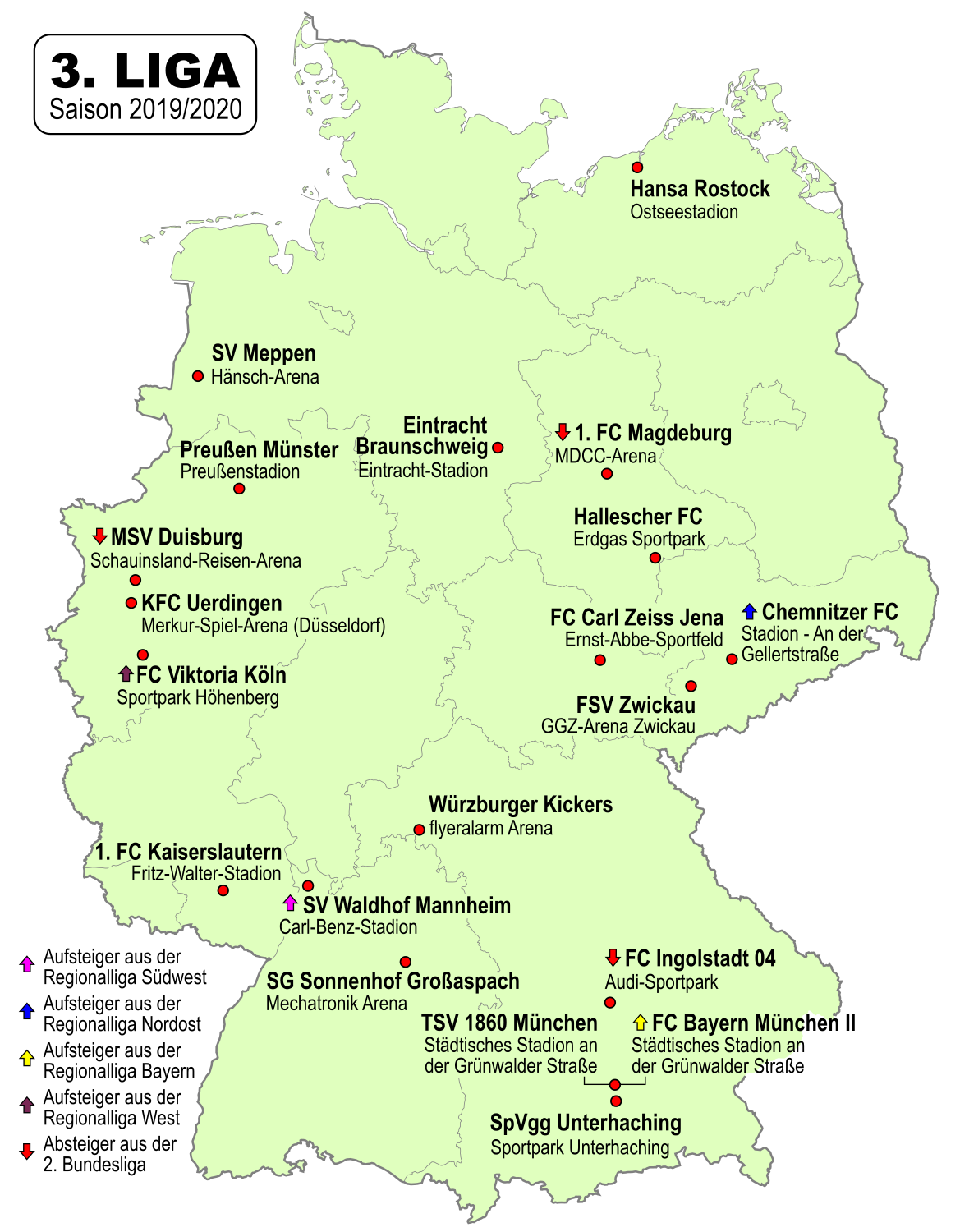
Ploegen die in 2019/20 in de 3. Liga actief zijn

## Clubs

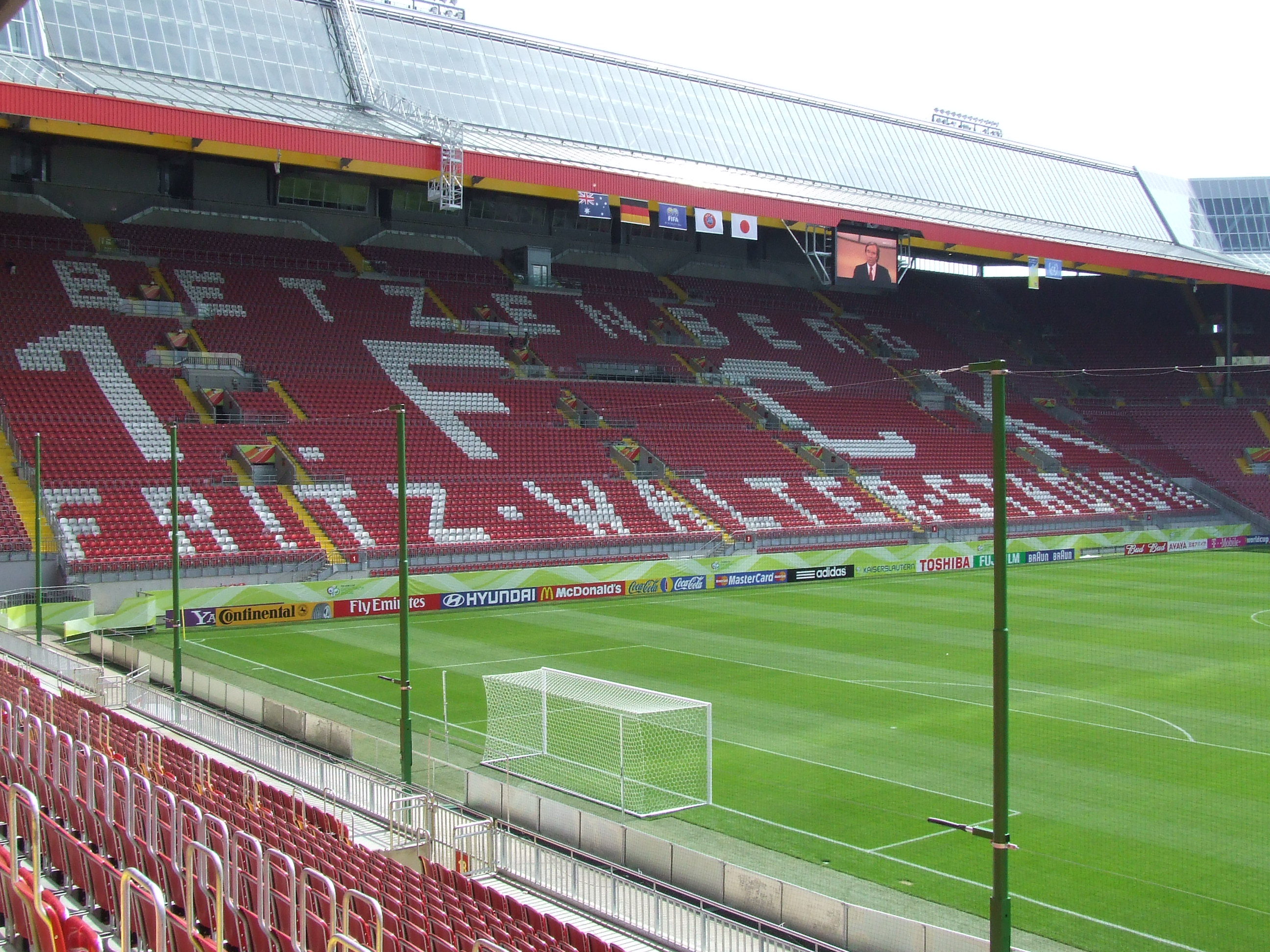
Fritz-Walter-Stadion, thuisbasis van kampioen 1. FC Kaiserslautern

| Club                    | Plaats             | Deelstaat                 | Stadion                                       | Capaciteit |
| ----------------------- | ------------------ | ------------------------- | --------------------------------------------- | ---------- |
| 1860 München            | München            | Beieren                   | Städtisches Stadion an der Grünwalder Straße  | 15.000     |
| FC Bayern München II    | München            | Beieren                   | Städtisches Stadion an der Grünwalder Straße  | 15.000     |
| FC Carl Zeiss Jena      | Jena               | Thüringen                 | Ernst-Abbe-Sportfeld                          | 15.610     |
| Chemnitzer FC           | Chemnitz           | Saksen                    | Stadion an der Gellertstraße                  | 18.700     |
| Eintracht Braunschweig  | Braunschweig       | Nedersaksen               | Eintracht-Stadion                             | 22.100     |
| Hallescher FC           | Halle an der Saale | Saksen-Anhalt             | Erdgas Sportpark                              | 15.057     |
| Hansa Rostock           | Rostock            | Mecklenburg-Voor-Pommeren | DKB-Arena                                     | 29.000     |
| 1. FC Kaiserslautern    | Kaiserslautern     | Rijnland-Palts            | Fritz-Walter-Stadion                          | 49.780     |
| KFC Uerdingen 05        | Uerdingen          | Noordrijn-Westfalen       | Merkur Spiel-Arena (alleen seizoen 2019/2020) | 54.600     |
| 1. FC Magdeburg         | Maagdenburg        | Saksen-Anhalt             | MDCC-Arena                                    | 27.250     |
| MSV Duisburg            | Duisburg           | Noordrijn-Westfalen       | Schauinsland-Reisen-Arena                     | 31.500     |
| SV Meppen               | Meppen             | Nedersaksen               | Hänsch-Arena                                  | 16.500     |
| Preußen Münster         | Münster            | Noordrijn-Westfalen       | Preußenstadion                                | 15.050     |
| SG Sonnenhof Großaspach | Aspach             | Baden-Württemberg         | Mechatronik Arena                             | 10.000     |
| SpVgg Unterhaching      | Unterhaching       | Beieren                   | Alpenbauer Sportpark                          | 15.053     |
| FC Viktoria Köln 1904   | Keulen             | Noordrijn-Westfalen       | Sportpark Höhenberg                           | 6.214      |
| SV Waldhof Mannheim     | Mannheim           | Noordrijn-Westfalen       | Carl-Benz-Stadion                             | 27.000     |
| SV Wehen Wiesbaden      | Taunusstein        | Hessen                    | Brita-Arena                                   | 12.250     |
| FC Würzburger Kickers   | Würzburg           | Beieren                   | Flyeralarm Arena                              | 10.006     |
| FSV Zwickau             | Zwickau            | Saksen                    | Stadion Zwickau                               | 10.134     |

2008/09 ·
2009/10 ·
2010/11 ·
2011/12 ·
2012/13 ·
2013/14 ·
2014/15 ·
2015/16 ·
2016/17 ·
2017/18 ·
2018/19 ·
2019/20